# تشيب روي
تشارلز يوجين " تشيب " روي (ولد بتاريخ 7 أغسطس 1972) هو محامٍ أمريكي وسياسي محافظ يشغل منصب ممثل الولايات المتحدة في منطقة الكونجرس الحادي والعشرين في تكساس . عضو في الحزب الجمهوري الامريكي ، استحوذ روي على منصبه في 3 يناير 2019. قبل انتخابه للكونغرس، شغل منصب كبير موظفي السيناتور تيد كروز ومنصب المساعد الأول للمدعي العام في ولاية تكساس.

## النشأة والتعليم
ولد روي دون وروندا روي في بيثيسدا, ماريلاند,  وترعرع في لوفتسفيل, فيرجينيا . كان والداه، من المحافظين الذين انتخبوا و دعموا رونالد ريغان وساهموا في خلق آراء روي السياسية. 
بعد تخرجه من مدرسة لودون فالي الثانوية ،  اكمل روي تعليمه الجامعي بجامعة فيرجينيا ، وحصل على بكالوريوس العلوم في التجارة عام 1994 وماجستير العلوم في نظم المعلومات عام 1995 و في جامعته عمل كمساعد مقيم في السكن لما يقارب السنة.  بعد تخرجه، أمضى روي ما يقارب ثلاثة أعوام يعمل كمحلل للخدمات المصرفية الاستثمارية .  خشية أن حياته المهنية من المحتمل ان تتطلب منه الانتقال إلى مانهاتن ، اخذ روس زمام القرار و خطط ان يلتحق بمهنة أخرى لا تحتاج إلى التنقل.  التحق بكلية الحقوق بجامعة تكساس حيث التقى بزوجته المستقبلية كارا.  تخرج عام 2003 بدرجة دكتوراه في القانون .